# Broników (powiat wieluński)
Broników – wieś w Polsce położona w województwie łódzkim, w powiecie wieluńskim, w gminie Wierzchlas.
W latach 1975–1998 miejscowość administracyjnie należała do województwa sieradzkiego.
Mała wioska (ok. 30 zagród) w pn.-wsch., zalesionym cyplu gminy, w odległości 2 km od Krzeczowa. Nazwa wsi pochodzi od Bronikowskich, po których zostały zabudowania dworskie z resztkami parku.